# Astoria Bydgoszcz
Astoria Bydgoszcz ist eine polnische Basketballmannschaft, die zwischen 2003 und 2006 in der höchsten Liga Energa Basket Liga spielte und in Bydgoszcz beheimatet ist.

## Geschichte
Gegründet wurde der Verein 1924. Die Gründung der Basketballabteilung erfolgte 1929. Im Jahre 1971 übernahm Astoria die Basketballmannschaft von Zawisza Bydgoszcz.
Die Saison 1988/1989 war die erfolgreichste in der Nachkriegsgeschichte des Vereins. Astoria stieg in die Dominet Basket Liga auf. Nach nur einer Saison stieg man wieder ab. Im Jahr darauf gelang der Wiederaufstieg. Im Viertelfinale um die polnische Meisterschaft scheiterte Astoria an Śląsk Wrocław. Der Verein qualifizierte sich für den Korać-Cup. Nach der Saison wurde Astoria aus finanziellen Gründen aus der DBL zurückgezogen. In der Saison 2003/2004 erhielt Astoria eine "Wild Card" für die Dominet Basket Liga. In der Saison 2004/2005 belegte die Mannschaft den 5. Platz in der DBL.
Zur Saison 2005/2006 wurde Gregory Davis verpflichtet, der am 15. Oktober 2005 in einem Spiel gegen Polonia Warschau (65:79) sein Debüt in der Polska Liga Koszykówki gab. Er erzielte 18 Punkte in diesem Spiel und assistierte sechs Mal (33:32). In 26 Begegnungen verbrachte er genau 31:19 Minuten auf dem Platz (21 kamen unter die ersten fünf). Im Durchschnitt erzielte er 14,9 Punkte pro Spiel und war der erste Torschütze der Mannschaft in der Saison 2005/2006. Er erzielte die meisten Punkte im Spiel Polonia gegen Astoria mit 101:109, das am 8. Januar 2006 ausgetragen wurde. Er wechselte später zu den Basketball Löwen Braunschweig.
Für die Saison 2006/2007 bekam der Verein mangels finanzieller Sicherheiten keine Lizenz für die höchste polnische Liga und musste in die 3. Liga zwangsabsteigen. Am 18. Mai 2007 beschloss die Mitgliederversammlung die Auflösung des 83-jährigen Vereins aus finanziellen Gründen. Die Sportstätten des Vereins übernahm Zawisza Bydgoszcz. Der Name und die Tradition des Vereins wurde von dem Schulsportverein des Gymnasiums Nr. 26 übernommen, dessen Basketballmannschaft in der 1. Liga spielte. In der Saison 2018/2019 gewann Astoria die Meisterschaft der 1. Liga und stieg in die Energa Basket Liga auf.

## Erfolge
Meisterschaft 1. Liga: 1989, 2003, 2019